# Ian Hodder
Ian Hodder (Brístol, Inglaterra; 23 de noviembre de 1948) es un arqueólogo británico, uno de los pensadores pioneros de la teoría y metodología de la arqueología postprocesual y moderna. Actualmente es profesor en la Universidad de Cambridge, y ha enseñado en la Universidad de Leeds, Ámsterdam, Binghamton, París y Minnesota.
Entre su producción científica, destacan sus aportaciones a la teoría arqueológica. Actualmente, entre otros proyectos, dirige las excavaciones del yacimiento neolítico de Çatalhöyük, en el centro de Anatolia (Turquía).
Destacan sus obras Spatial Analysis in Archaeology (1976) junto a Clive Orton, Symbols in Action (1982), The Present Past (1982).

## Publicaciones
- Spatial analysis in archaeology (1976, with C. Orton)
- Symbols in action. Ethnoarchaeological studies of material culture (1982)
- The Present Past. An introduction to anthropology for archaeologists (1982)
- Reading the Past. Current approaches to interpretation in archaeology (1986) (revised 1991 and, with Scott Huston, 2003)
- The Domestication of Europe: structure and contingency in Neolithic societies (1990)
- Theory and Practice in Archaeology (1992) (Collected papers)
- On the Surface: Çatalhöyük 1993-95 (1996) As editor, Cambridge: McDonald Institute for Archaeological Research and British Institute of Archaeology at Ankara. ISBN 0-9519420-3-4.
- The Archaeological Process. An introduction (1999)
- Archaeology beyond dialogue (2004) (Collected papers)
- The Leopard's Tale: Revealing the Mysteries of Çatalhöyük (2006)